# Парра, Иван
Иван Парра (нем. Ivan Parra; 28 июля 2007, Швейцария) — швейцарский футболист испанского происхождения, вингер клуба «Лозанна».

## Клубная карьера
Воспитанник «Лозанны». Впервые в заявку второй команды клуба, выступающей в Первой лиге, попал 8 мая на матч против «Терр Санты». Впервые в заявку первой команды попал 15 мая на домашний матч против «Люцерна»; дебютировал в том же матче, заменив на 82-й минуте Хайтема Лусифа. На момент выхода на поле игроку было 16 лет 9 месяцев и 17 дней, таким образом он стал самым молодым дебютантом Суперлиги в том сезоне.

## Карьера в сборной
За сборную до 16 лет дебютировал 9 мая 2023 года в матче против сборной Кипра, заменив на 74-й минуте Андрея Васовича. Первыми голами отметился спустя два дня в игре с тем же соперником, выйдя в стартовом составе и оформив дубль.
За сборную до 17 лет дебютировал 15 августа 2023 года в товарищеском матче против сборной Шотландии, заменив на 61-й минуте Энрике Агиллара. Первый гол забил спустя два дня в ворота того же соперника. В составе сборной участвовал в отборе к Евро 2024, однако не смог квалифицироваться в финальную часть. 9 марта в матче против сборной Украины получил две жёлтых карточки и первое в карьере удаление.